# Šťastné a osamělé
Šťastné a osamělé (2020) je sampler písniček českých písničkářů sdružených pod značkou Osamělí písničkáři, který vyšel na značce Galén. Obsahuje 15 písniček s vánoční tematikou, písně vybral Jan Jeřábek.

## Seznam písniček
1. Filip Pýcha a Tajné slunce: Vánoční /3:40
2. Martina Trchová a Martin Evžen Kyšperský: Nové otazníky /4:15
3. Jiří Smrž: Klanění /5:43
4. Jan Burian: Předvánoční koleda /1:51
5. Dagmar Voňková: Metelice /3:09
6. Petr Nikl: Mikuláš /3:04
7. Marka Míková: Vánoční srdce /3:33
8. Jan Jeřábek: Ukolébavka pro Jidáška /2:58
9. Jiří Konvrzek: Psovod /3:47
10. Petr Linhart: Letci a chodci /2:56
11. Kittchen: Na cestách /2:45
12. Inženýr Vladimír: Vánoce ve třech /7:07
13. Petr Váša: Anděla /2:28
14. Karel Diepold: O zatmění /1:32
15. Michal Bystrov: Když Panna Maria (lidová) /2:34